# Hamburger Institut für Sozialforschung

Logo des HIS

Das 1984 gegründete Hamburger Institut für Sozialforschung (HIS) ist eine unabhängige sozialwissenschaftliche und zeitgeschichtliche Forschungsstätte, die von einer Stiftung gleichen Namens getragen wird. Das Institut konzentriert sich in den vier Forschungsgruppen „Demokratie und Staatlichkeit“, „Makrogewalt“, „Monetäre Souveränität“ und „Rechtssoziologie“ auf den Dialog vor allem geisteswissenschaftlicher Disziplinen im Bereich empirischer Sozialforschung, historischer Analyse und sozialwissenschaftlicher Theoriebildung.
Zum HIS zählen ferner der Verlag Hamburger Edition, die sechsmal im Jahr erscheinende Zeitschrift „Mittelweg 36“, ein Archiv und eine Bibliothek. Vom HIS wird auch die unabhängige Internetplattform „Soziopolis“ betrieben, die mit den dort veröffentlichten Essays, Buchrezensionen und Fachdebatten mittlerweile zu einem wichtigen Forum der deutschsprachigen Sozialwissenschaften geworden ist. Neben Publikationen tritt das Institut mit Konferenzen, Tagungen und Veranstaltungen an die Öffentlichkeit.
Am 2. April 2015 trat der Göttinger Soziologe Wolfgang Knöbl die Stelle als Direktor des HIS an. In der Leitungsrolle löste er damit Jan Philipp Reemtsma ab, der sich nach 30 Jahren zurückzog.
Reemtsma kündigte im Januar 2024 überraschend an, das HIS 2028 schließen zu wollen, wenn die Amtszeit von Knöbl endet.

## Geschichte

### Anfänge
Jan Philipp Reemtsma gründete das HIS 1984 in Hamburg mit Mitteln aus seinem Erbe und gehörte von der Gründung bis Ende März 2015 dem Vorstand geschäftsführend an. Im Gründungsjahr erschien eine erste programmatische Institutsschrift. Neben Reemtsma lieferten Helmut Dahmer, Ernest Mandel, Margarete Mitscherlich-Nielsen, Jakob Moneta und Alice Schwarzer Beiträge zu dieser Schrift; diese fünf Autoren bildeten bis 1987 den Beirat. Ein Institutsziel war und ist es, aufklärendes Denken über Gesellschaft und Individuum zu fördern. Anfangs befand sich das HIS im Laufgraben 37 in Hamburg-Rotherbaum, 1986 erfolgte der Umzug in den Mittelweg 36 im selben Stadtteil.
Zunächst förderte das HIS nur Einzelprojekte und orientierte sich in theoretischer Hinsicht an der analytischen Sozialpsychologie. Das sei ein Irrweg gewesen, meinte der Institutsgründer später. Rückblickend gelten die frühen Jahre des Instituts als „chaotisch“. Im akademischen Milieu wurde das HIS zunächst belächelt, es galt dort als „Liebhaberei eines Fachfremden, eines Millionärs […]. Das hat sich im Laufe der Zeit geändert“.

### Ausstellungen zu Wehrmachtverbrechen
Der breiten Öffentlichkeit wurde das Institut durch seine „Wehrmachtsausstellung“ bekannt – die beiden viel beachteten Wanderausstellungen zur Beteiligung der Wehrmacht an NS-Verbrechen während des Zweiten Weltkrieges in der Sowjetunion und auf dem Balkan. Die erste Ausstellung mit dem Titel „Vernichtungskrieg. Verbrechen der Wehrmacht 1941 bis 1944“ wurde im März 1995 eröffnet. Zunächst war die „Wehrmachtsausstellung“ nur als kleinere Ausstellung neben einer größeren vorgesehen. Sie löste beim Publikum und in den Medien jedoch rasch intensive Debatten aus. Am 13. März 1997 befasste sich auch der Deutsche Bundestag mit der Ausstellung, ebenso einige Landesparlamente. Nachdem Kritik unter anderem an falschen Angaben zur Zuordnung einiger der gezeigten Fotos aufkam, zog das HIS diese Ausstellung Ende 1999 zurück. Eine Historikerkommission überprüfte die Vorwürfe und stellte fest, die Kritik an der Ausstellung sei zumindest in Teilen berechtigt. Die Ausstellung enthalte „sachliche Fehler“, „Ungenauigkeiten und Flüchtigkeiten bei der Verwendung des Materials“ und „allzu pauschale und suggestive Aussagen“. Die Kritik an der Zuordnung der Bilder sei jedoch für weniger als 20 von 1433 Fotos berechtigt. Das HIS konzipierte daraufhin eine neue Ausstellung zum Thema, die mit dem Titel „Verbrechen der Wehrmacht. Dimensionen des Vernichtungskrieges 1941–1944“ von 2001 bis 2004 gezeigt wurde. Der Historiker Hans-Ulrich Thamer urteilte rückblickend, die Präsentation habe einen „Bewusstseinswandel“ in Deutschland bewirkt; sie habe „die Legende von der sauberen Wehrmacht zerstört“.

### Frühere Forschungsschwerpunkte
Von 1992 bis 1997 gab es vier Themenbereiche, in denen geforscht wurde, von 1997 bis 2012/2013 waren diese Tätigkeiten in drei Arbeitsbereichen organisiert: „Die Gesellschaft der Bundesrepublik“ (Leitung Heinz Bude), „Nation und Gesellschaft“ (Leitung Ulrich Bielefeld) und „Theorie und Geschichte der Gewalt“ (Leitung Bernd Greiner).
Insbesondere die Holocaust- und die Genozidforschung erfuhren durch Beiträge des HIS Impulse. Dazu zählen Michael Wildts Arbeit über das Führungskorps des Reichssicherheitshauptamts, Gudrun Schwarz’ Studie über Ehefrauen von SS-Männern, Ulrike Jureits Untersuchung über „das Ordnen von Räumen“ sowie Alison Des Forges’ Darstellung des Völkermords in Ruanda, die in der Hamburger Edition in deutscher Übersetzung erschien.
Welche Formen das „Erbe der Gewalt“ des Zweiten Weltkriegs im Kalten Krieg annahm, war Gegenstand eines umfassenden Forschungsprojekts am HIS. In diesem Rahmen organisierte das Institut zwischen 2003 und 2011 eine achtteilige Konferenzabfolge, in der Hamburger Edition erschienen von 2006 bis 2013 unter dem Reihentitel „Studien zum Kalten Krieg“ sechs Sammelbände.
Seit Ende der 1990er Jahre forscht das HIS unter anderem zu Fragen der Exklusion, Prekarität und Wohlfahrtsstaatlichkeit. Zu diesen Themen fand eine Reihe von Tagungen statt, beispielsweise über „Ausgrenzung, Entbehrliche, Überflüssige“ (Februar 2000), über „Dimensionen und Perspektiven der Prekaritätsforschung“ (April 2012) oder über „Arbeiten im Jobcenter. Zwischen Anforderung und Überforderung“ (Mai 2013). Eine Reihe von Büchern präsentierte entsprechende Forschungsergebnisse, zum Beispiel Heinz Budes Analyse sozial Ausgeschlossener oder Berthold Vogels Untersuchung über Wohlstandskonflikte. Das HIS beteiligt sich am Projekt „Hamburg – Stadt für alle“. Die Zeitschrift Mittelweg 36 dokumentierte die Debatte zur Frage der Exklusion intensiv.
Zu den Kontroversen um die 68er-Bewegung und über linksterroristische Gruppierungen lieferte das HIS ebenfalls Beiträge, insbesondere durch die Arbeiten von Wolfgang Kraushaar.
Von 2013 bis 2015 war die wissenschaftliche Arbeit in drei Forschungsgruppen organisiert: „Krise und Transformation von Imperien“, „Nachkriegszeiten“ und „Zukunftsproduktion“. Die Forschungsgruppe „Krise und Transformation von Imperien“ untersuchte die Anpassungsfähigkeit von Großreichen mit ihrer Gleichzeitigkeit von Teilhabeversprechen und Ungleichheit. Die Forschungsgruppe „Nachkriegszeiten“ fragte, wie Nachkriegsgesellschaften mit dem Erbe von Massengewalt umgehen und stabile Verhältnisse entstehen, obgleich soziale, wirtschaftliche, kulturelle und normative Vorkriegsgewissheiten infrage gestellt sind. Und die Forschungsgruppe „Zukunftsproduktion“ analysierte, wie in gegenwärtigen Gesellschaften Zukunft gedacht und produziert wird. Die Arbeiten dieser Forschungsgruppen sind mittlerweile abgeschlossen.
Die Forschungsgruppe „Krise und Transformation von Imperien“ untersuchte die Anpassungsfähigkeit von Großreichen mit ihrer Gleichzeitigkeit von Teilhabeversprechen und Ungleichheit. Sie legte dabei ein besonderes Augenmerk auf Vorgänge in Peripherien von Imperien, insbesondere in Phasen schwerer Krisen, des Wandels und der Unsicherheit. Entsprechende Fragestellungen vertiefte sie empirisch für das britische, russländische und sowjetische sowie das spanische und portugiesische Reich.
Die Forschungsgruppe „Nachkriegszeiten“ fragte, wie Nachkriegsgesellschaften mit dem Erbe von Massengewalt umgehen und stabile Verhältnisse entstehen, obgleich soziale, wirtschaftliche, kulturelle und normative Vorkriegsgewissheiten infrage gestellt sind. Sie interessierte sich besonders für politische Experimente, die Gewalt einzuhegen und spezifische Ideen und Institutionen zu ihrer Überwindung zu entwickeln. Der Untersuchungszeitraum reicht von der Frühen Neuzeit bis zur Gegenwart, der geografische Umfang von Mitteleuropa bis zum globalen Süden, wobei der europäisch-atlantische Raum im Vordergrund stand.
Die Forschungsgruppe „Zukunftsproduktion“ analysierte, wie in gegenwärtigen Gesellschaften Zukunft gedacht und produziert wird. Besonderes Augenmerk legte sie auf Formen der Zukunftsbeschreibung, die im individuellen, wirtschaftlichen oder politischen Kontext in Phasen des Wandels und der Unsicherheit entstehen, wenn Gewissheiten infrage gestellt sind und Planung als Modus der Zukunftsbearbeitung krisenhaft wird. Wie vor diesem Hintergrund gesellschaftliche Zukunft produziert wird und welche möglichen und wahrscheinlichen Entwicklungen zu erwarten sind, stand im Mittelpunkt der entsprechenden Forschungsarbeiten.
Neben den Untersuchungen in Forschungs- und Arbeitsgruppen treiben Mitarbeiter des HIS viele einzelne Projekte zu soziologischen oder historischen Themen voran. Zu diesen Projekten zählen beispielsweise Forschungsvorhaben über die Soziologie des europäischen Geldes, zur Gesundheitswirtschaft, zur Arbeitsgerichtsbarkeit, zur sexuellen Gewalt in Kriegen oder zum Liberalismus der Zwischenkriegszeit.

### Neuausrichtung seit 2015
Nach Angaben des Hamburger Instituts für Sozialforschung haben sich seit dem Wechsel der Leitung im Jahre 2015 sowohl die Arbeitsweise des Instituts als auch die Forschungsinhalte verändert. Die wissenschaftliche Tätigkeit ist mittlerweile in Forschungsgruppen organisiert, die aber nun nicht mehr hierarchisch geführt werden. Die Sprecher der Forschungsgruppen werden intern gewählt, ihr Mandat ist zeitlich beschränkt.
In allen der derzeit vier existierenden Forschungsgruppen stehe die Theoriearbeit stärker als bislang im Mittelpunkt. Entsprechend der mit dem Leitungswechsel erfolgten Neuausrichtung des Instituts mit der Zielsetzung einer Internationalisierung des HIS und einer dichteren Vernetzung mit universitären und anderen akademischen Einrichtungen haben sich neue Schwerpunkte ergeben. Kontinuität bestehe vor allem in der Gewaltforschung (Forschungsgruppe Makrogewalt).
Eine inhaltliche Neuausrichtung erfolgte mit der Etablierung von drei weiteren Forschungsgruppen, wobei die älteste die 2017 eingerichtete Forschungsgruppe zum Thema „Demokratie und Staatlichkeit“ ist. Die Gruppe konzentriert sich auf die aktuellen Probleme der Demokratie vor allem in Südeuropa.
2019 wurde die Forschungsgruppe „Monetäre Souveränität“ etabliert. Wissenschaftlicher Mitarbeiter und Leiter ist der Wirtschaftssoziologe Aaron Sahr, der zuvor am HIS Arbeiten zur Geldsoziologie publizierte (Keystroke-Kapitalismus). Die im selben Jahr eingerichtete Forschungsgruppe „Rechtssoziologie“ wird von dem Soziologen Tobias Eule geleitet. Ziel ist dabei unter anderem die Ausrichtung an Ethnographie und Anthropologie sowie die Heranführung an Themen der Herrschafts- und Wirtschaftssoziologie.

### Geplante Schließung 2028
Im Januar 2024 hat das Institut bekanntgegeben, dass es mit dem Ende der Amtszeit von Wolfgang Knöbl 2028 seine Arbeit einstellen werde. Diese Entscheidung traf der Gründer und Mäzen des Instituts, Jan Philipp Reemtsma, der auf Altersgründe hinwies, aber auch erklärte, dass „es nicht die Intention des Stifters war noch ist, ein beliebiges sozialwissenschaftliches Institut unter der Leitung oder Observanz irgendeiner anderen Forschungseinrichtung zu gründen“. Auch die Hamburger Edition (der hauseigene Verlag) und die Zeitschrift Mittelweg 36 sollen eingestellt werden. Die Zukunft der Archivbestände ist Stand Januar 2024 unklar. Im Februar 2025 wurde bekannt, dass die Edition ab dem 1. Januar 2028 als Imprint im Göttinger Wallstein Verlag erscheinen wird.
Die geplante Schließung wurde in den Medien breit rezipiert. Auch in den Geschichts- und Sozialwissenschaften gab es viele Reaktionen. In einer gemeinsamen Stellungnahme der Deutschen Gesellschaft für Soziologie und des Verbands der Historiker und Historikerinnen Deutschlands wurde die Bedeutung des Instituts und seiner verschiedenen Unternehmungen betont. Beide lehnen die Schließung ab und riefen dazu auf, „konstruktive Überlegungen“ anzustellen, „wie Forschung und Infrastruktur des Instituts sinnvoll weitergeführt werden können“.

## Siegfried-Landshut-Preis
Am 4. Oktober 2018 vergab das Hamburger Institut für Sozialforschung erstmals den von da an jährlich ausgelobten Siegfried-Landshut-Preis. Der Name des Preises erinnert an den 50 Jahre zuvor verstorbenen deutschen Politikwissenschaftler und politischen Soziologen Siegfried Landshut. Verliehen wird er an interdisziplinär arbeitende Forscherpersönlichkeiten für deren herausragende Arbeiten in den Arbeitsfeldern, in denen auch das HIS tätig ist. Erster Preisträger war der britische Soziologe Michael Mann, 2019 ging der Preis an den US-amerikanischen Soziologen George Steinmetz, 2020 an die US-amerikanische Historikerin Isabel Hull. Für 2021 erhielt die Soziologin Marion Fourcade den Preis, für 2022 der Soziologe Mike Savage. Die Auszeichnung für das Jahr 2023 erhält Monica Prasad, Arlie Russell Hochschild die für 2024.

## Veranstaltungen
Das HIS organisiert zu seinen Forschungsgegenständen regelmäßig wissenschaftliche Konferenzen, Tagungen und Workshops. Zu derartigen Veranstaltungen gehören die interdisziplinär angelegten Berliner Colloquien zur Zeitgeschichte, die seit 2010 viermal pro Jahr stattfinden. Bei diesen Formaten ist das HIS Alleinveranstalter oder kooperiert mit anderen Institutionen wie beispielsweise dem Einstein Forum, der Helmut-Schmidt-Universität/Universität der Bundeswehr Hamburg oder der „AG Soziales Hamburg“. So organisierten das Frankfurter Institut für Sozialforschung (Frankfurt am Main), das HIS und der Münchner Sonderforschungsbereich Reflexive Modernisierung gemeinsam im Dezember 2009 die Tagung „Rückkehr der Gesellschaftstheorie. Kritische Sozialforschung im Widerstreit“, die sich mit dem sich wandelnden Verständnis von Gesellschaft und Aktualität der Gesellschaftstheorie befasste.
Ferner führt das HIS regelmäßig Vortragsreihen, Einzelvorträge und Diskussionsveranstaltungen durch. Mitarbeiter des HIS und externe Referenten berichten beispielsweise seit 1999 in den sogenannten InstitutsMontagen aus ihrer aktuellen Forschungsarbeit. Der Streit ums Politische findet seit 2012 öffentlich in der Schaubühne am Lehniner Platz statt. Mit Lesungen und Präsentationen ihrer Bücher treten HIS-Mitarbeiter ebenfalls an die Öffentlichkeit.
Das Forschungssetting und die Präsentation von Forschungsergebnissen bleiben häufig nicht auf eine Disziplin beschränkt. So förderte das Bundesministerium für Bildung und Forschung im Rahmen seines Programms „Geisteswissenschaften im Dialog“ ein Projekt zum Leben in gesellschaftlichen Transformationsprozessen (Über Leben im Umbruch), an dem neben dem HIS die Humboldt-Universität zu Berlin, der Fachbereich Soziologie der Universität Kassel, das Brandenburg-Berliner Institut für sozialwissenschaftliche Studien, das Thünen-Institut für Regionalentwicklung e. V.  und das Maxim Gorki Theater Berlin beteiligt waren. In diesem Projekt wurden die Verhältnisse in der früheren Industriestadt Wittenberge künstlerisch und sozialwissenschaftlich untersucht. Mehrfach führten Schauspieler im Rahmen der Zusammenarbeit mit dem Gorki-Theater entsprechende Theaterstücke auf.
Von 1994 bis 2004 präsentierte das HIS zudem Ausstellungen zu verschiedenen Themen, Personen und Ereignissen.

## Archiv und Institutsbibliothek

### Archiv
Das den Forschungsprojekten des HIS und der interessierten Öffentlichkeit offenstehende Archiv wurde 1988 gegründet. Es sammelt unterschiedliche Quellen zu verschiedenen Themen der Zeitgeschichte, insbesondere zum Thema Protest und Neue Soziale Bewegungen. Zu den Quellengattungen gehören unter anderem Aktenbestände, graue Literatur, Zeitschriften, Plakate und Fotos.
Aktuell hat die seit 1988 bestehende Sondersammlung „Protest, Widerstand und Utopie in der Bundesrepublik Deutschland“ einen Umfang von 2.000 Regalmetern (Stand 2021). Das Archiv des HIS beherbergt in diesem Zusammenhang unter anderem Sammlungen und Akten von Personen wie Rudi Dutschke, Birgitta Wolf, Konrad Tempel, Arie Goral-Sternheim und Andreas Buro. 2020 hat das Archiv den umfangreichen Vorlass von Peggy Parnass übernommen, der zurzeit in Bearbeitung ist und voraussichtlich 2025 für die Benutzung zur Verfügung stehen wird.
Derartige Unterlagen finden sich auch zu Gruppen, Einrichtungen oder Phänomenen wie dem KBW, dem Sozialistischen Anwaltskollektiv, der Kommune I, dem Sozialistischen Büro, sowie verschiedener Organisationen und Initiativen der Studenten-, Friedens-, Umwelt- und Antirepressionsbewegung (u. a. Sozialistischer Deutscher Studentenbund, Ostermarschbewegung, Aktionskomitees gegen Berufsverbote).
Der umfangreiche Bestand zur Rote Armee Fraktion umfasst rund 150 Regalmeter (Stand 2021). Zusammen mit weiteren Materialien zum militanten Widerstand, z. B. zur Bewegung 2. Juni und zur Szene der Unterstützer, gilt er als „die größte Dokumentensammlung zum bundesdeutschen Terrorismus außerhalb des Bundeskriminalamts“.
Die Sondersammlung wird kontinuierlich weiterentwickelt, insbesondere durch das Bemühen, Protestthemen und -Akteure seit den 1990er Jahren stärker einzubeziehen. Eine wichtige Rolle werden neue Quellengattungen und -formate, insbesondere der digitalen Art, spielen, die aktuelle Entwicklungen und die Kommunikations- und Organisierungsformen der 2000er und 2010 Jahre dokumentieren. Verstärkt übernimmt das Archiv auch ‚oral history‘-Materialien wie Zeitzeugen-Interviews, die die bestehende Überlieferung um neue Sichtweisen ergänzen.
Die Zahl der archivierten Plakate liegt bei mehr als 10.000, rund 7000 sind digitalisiert (Stand 2021). Sie stammen aus dem Zeitraum 1950 bis 2021. Die Zahl der Fotos beläuft sich auf rund 350.000 (Stand 2021); vielfach dokumentieren sie die Protestgeschichte der Bundesrepublik. Die entsprechende Sammlung der Fotografen Günter Zint und Manfred A. Tripp sind Bestandteil des HIS-Archivs.
Im Zuge der Recherchen zu großen Forschungs- und Ausstellungsprojekten am HIS gelangten in den 1990er Jahren umfangreiche Quellenbestände zu den Themen Gewaltphänomene im 20. Jahrhundert, Nationalsozialismus und Verbrechen der Wehrmacht im Zweiten Weltkrieg ins Archiv. In diesem Bereich sammelt das Archiv aber heute nicht mehr aktiv. Seit der Jahrtausendwende nehmen stattdessen Quellen- und Materialsammlungen aus der empirischen Sozialforschung am HIS – inzwischen auch in digitalen Formaten – einen breiteren Raum in der Archivabteilung „Quellen der Forschungsprojekte“ ein.
Ein weiterer Quellenkorpus besteht aus archiviertem institutsinternem Schriftgut. Dieses Archivgut ist in der Regel nicht öffentlich zugänglich.
Seit 2020 stellt betreibt das Archiv das Blog SozWissArchiv.de. Dort stellen die Archivmitarbeiter neue Bestände und einzelne Fundstücke aus dem HIS-Archiv vor, bieten einen Blick hinter die Kulissen der praktischen Archivarbeit und denken, auch zusammen mit Gastautoren im weiteren Sinne über Archive und das Archivieren nach.
Im Mai 2025 wurde in einer Pressemitteilung bekanntgegeben, dass der größte Teil der Bestände des Archivs 2028 vom Bundesarchiv in Koblenz übernommen werden. Bereiche mit dem Bezugspunkt Hamburg werden dem Hamburger Staatsarchiv angeboten.

### Bibliothek
Die 1984 eingerichtete, für die Öffentlichkeit zugängliche Präsenzbibliothek des Instituts hält rund 52.000 Druck- und Onlinemedien vor, darunter 45.000 Bücher und 260 Zeitschriftenabonnements in Print. Ergänzt werden die Druckerzeugnisse durch einen laufend anwachsenden E-Book-Bestand, auf den Bibliotheksnutzer über die E-Book Library Zugang erhalten, sowie durch Volltextzugang zu 6.000 wissenschaftlichen Zeitschriften. Weiterhin sind 15 Fachdatenbanken von der Bibliothek lizenziert (Stand: 26. April 2021).
Die großzügigen Räumlichkeiten der Bibliothek erstrecken sich auf 500 m² und sind ausgestattet mit 1.400 Regalmetern für Bücher und andere Medien, einem Zeitschriftenleseraum, 12 Einzel- und Gruppenarbeitsplätzen (inkl. W-LAN) sowie Kopierer und Buchscanner.
Hauptaufgabe der sozialwissenschaftlichen Spezialbibliothek ist die Unterstützung der wissenschaftlichen Arbeit des Instituts durch die Beschaffung und Bereitstellung von Medien und weiterer umfangreicher Serviceangebote. Aufgabe der sozialwissenschaftlichen Spezialbibliothek ist die Unterstützung der am HIS tätigen Wissenschaftler und weiterer Institutsbereiche.
Der Medienbestand wächst jährlich um rund 1.000 Medieneinheiten. Die Bibliotheksbestände können im Katalog der Institutsbibliothek recherchiert werden. Darüber hinaus sind sie im Gemeinsamen Verbundkatalog (GVK) des Gemeinsamen Bibliotheksverbundes und in Beluga integriert und damit auch dort recherchierbar. Außerdem sind die Zeitschriftenbestände in der Zeitschriftendatenbank (ZDB) und der Elektronischen Zeitschriftenbibliothek (EZB) nachgewiesen.
Thematisch kennzeichnen v. a. folgende Themen das Profil der Institutsbibliothek: Sozialwissenschaftliche Theoriebildung, Theorie und Geschichte der Gewalt, Vergangenheitspolitik, Demokratie und Staatlichkeit, Geld und Souveränität sowie Rechtssoziologie.
Ein besonderer Sammlungsschwerpunkt liegt auf Literatur zu Sozialen Bewegungen, Neuen Sozialen Bewegungen, Protestbewegungen in der Bundesrepublik Deutschland. Dieser ergänzt das Sondersammlungsgebiet des Archivs „Protest, Widerstand und Utopie in der Bundesrepublik Deutschland“.

## Verlag und Zeitschrift
Die Hamburger Edition HIS Verlagsges. mbH, kurz Hamburger Edition, ist der Wissenschaftsverlag des HIS, in dessen Räumen er seinen Sitz hat. Seit seiner Gründung im Jahr 1994 publizierte er 190 Titel von 149 Autoren (Stand April 2014).
Mittelweg 36 ist eine deutsche sozialwissenschaftliche und zeithistorische Fachzeitschrift, die vom HIS herausgegeben wird. Die Zeitschrift, die nach der Postanschrift des Instituts benannt ist, erscheint seit 1992 zweimonatlich, seit 1994 in der Hamburger Edition.

## Medienecho
Durch Gastbeiträge von Mitarbeitern in Zeitungen oder Zeitschriften, durch Experteninterviews, durch die Berichterstattung über Veranstaltungen sowie über Buchbesprechungen ist das HIS in den Medien vielfach präsent.
die tageszeitung meinte 2009 zum 25-jährigen Gründungsjubiläum, das HIS habe sich „zu einer der einflussreichsten intellektuellen Orte der Bundesrepublik entwickelt“. Die Neue Zürcher Zeitung urteilte ähnlich und äußerte, das HIS sei „unter den Instituten, die in Deutschland historisch und soziologisch arbeiten, dasjenige mit der grössten öffentlichen Wirkung und dem wachsten Blick für kritische gesellschaftliche Entwicklungen“. Der Deutschlandfunk wies auf die wissenschaftlichen Leistungen hin: das HIS habe sich „vor allem mit der Forschung über Gewalt im 20. Jahrhundert einen Namen gemacht“. Die Deutsche Welle urteilte, das HIS habe einen „hervorragenden Ruf“, viele seiner Forscher „lehren an in- und ausländischen Universitäten und nehmen zum Teil Gastprofessuren wahr. Ein Stipendium oder eine Mitarbeit am HIS gelten als wichtiger Baustein für die Karriere junger Wissenschaftler“. In der Frankfurter Allgemeinen Zeitung hieß es im November 2012 aus Anlass des 60. Geburtstages von Jan Philipp Reemtsma, das HIS sei das „einzige Institut für Sozialforschung in Deutschland, das erfolgreich an die Tradition der Kritischen Theorie anknüpft, weil es sich aus ihr nur das nimmt, was es für seine Forschungen zur Geschichte des zwanzigsten Jahrhunderts und zur Gesellschaft der Bundesrepublik braucht“. Auch das Hamburger Abendblatt schrieb 2012, das HIS sei heute „als eigenständige Stimme im Wissenschaftsbetrieb akzeptiert“, nachdem es in den Anfangsjahren von den Hochschulen „kritisch beäugt“ worden sei. Drei Jahre zuvor stellte diese Zeitung fest, das Institut sei zu einem „ergiebigen Quell des Wissens“ geworden.